# Marta Etura
Marta Etura Palenzuela (San Sebastián, 28 oktober 1978) is een Spaans actrice.

## Filmografie

### Film
Uitgezonderd korte films en televisiefilms.
- Bibsys: 9043057
- Biblioteca Nacional de España: XX1643044
- Bibliothèque nationale de France: cb15580114b (data)
- Catàleg d'autoritats de noms i títols de Catalunya: 981058617036306706
- Gemeinsame Normdatei: 137920652
- International Standard Name Identifier: 0000 0001 1450 8647
- Library of Congress Control Number: no2004113257
- Nationale Bibliotheek van Israël: 987007332684905171
- Réseau des bibliothèques de Suisse occidentale: 02-A023024037
- Système universitaire de documentation: 130406627
- Virtual International Authority File: 86086626
- WorldCat: E39PBJxcXKgqxp8YFJvqQFdPcP